# Макаревич Микола Олегович
Микола Олегович Макаревич (біл. Мікалай Макарэвіч, нар. 22 травня 2002, Борисов, Мінська область, Білорусь) — білоруський футболіст, півзахисник клубу «Торпедо-БелАЗ».

## Життєпис
Народився в місті Борисов, Мінська область. З 2017 по 2021 рік виступав за юнацькі та молодіжну команди «Торпедо-БелАЗ». У Вищій лізі Білорусі дебютував 17 квітня 2021 року в програному (0:2) домашньому поєдинку 5-го туру проти «Динамо-Берестя». Микола вийшов на поле на 75-ій хвилині, замінивши Ігора Бурка.